# 1929年5月9日の日食

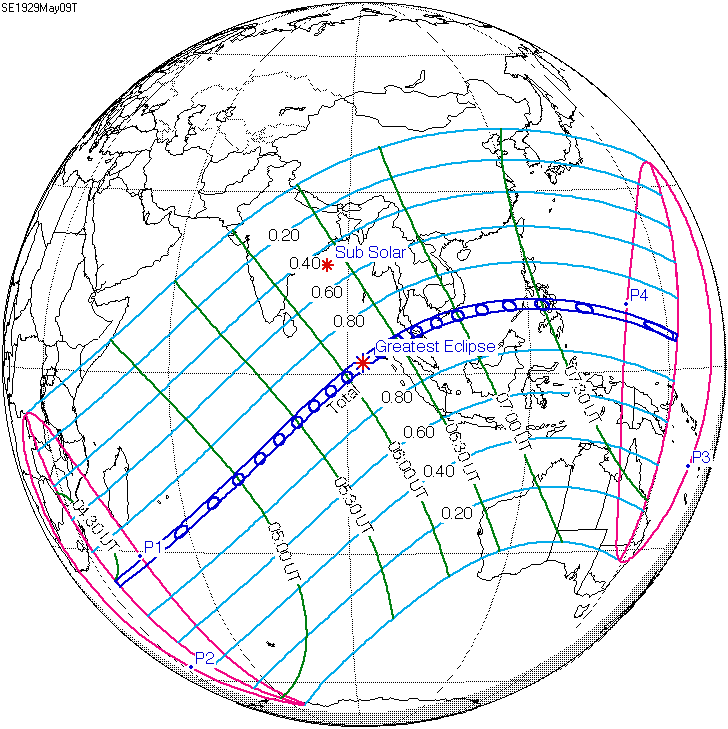

1929年5月9日の日食は、1929年5月9日に観測された日食である。オランダ領東インド、イギリス領マレー連合州、シャム、フランス領インドシナ、南沙諸島、アメリカ領フィリピン、南洋諸島で皆既日食が観測され、アフリカ南東部、アジア南東部及び以上の地域の周辺の一部で部分日食が観測された。

## 通過した地域
皆既帯が通過した、皆既日食が見えた地域はオランダ領東インド（現在のインドネシア）北西部のスマトラ北西部、イギリス領マレー連合州（現在マレーシアの半島マレーシア）北端、シャム（現在通称タイ）南部、フランス領インドシナ南部（現在のベトナム南部）、南沙諸島、アメリカ領フィリピン（現在のフィリピン）、南洋諸島（現在のミクロネシア連邦に属する部分）だった。
また、皆既日食が見えなくても、部分日食が見えた地域は南部アフリカのほとんど（西部を除く）、中部アフリカ南東部、東アフリカ中南部、南アジア中東部、中国中南部、朝鮮半島のほとんど（北東端の小さい部分を除く）、日本中南部、東南アジア、オーストラリア中北部、ミクロネシア中西部、メラネシア中西部だった。

## 観測
イギリスとドイツの科学者が結成した観測隊はシャム南部のパッターニー県で皆既日食を観測した。シャム国王ラーマ7世と王妃ラムパイパンニーもパッターニー県で外国科学者が設置した観測キャンプを見学し、一緒に観測した。これは今までシャム（タイ）が迎えた最後の大規模な日食観測隊だった。その後の1955年6月20日的アメリカ隊を含む観測隊は規模がずっと小さかった。